# Battaglia di Skafida
La battaglia di Skafida (in bulgaro: Битка при Скафида) fu combattuta nel 1304 vicino a Sozopololi, in Bulgaria. Le conseguenze di questo conflitto furono che l'Impero bulgaro sormontò la crisi del XIII secolo, e realizzò la stabilità dello stato e conquistò maggior parte della Tracia. L'Impero bizantino non costituiva più alcuna minaccia seria per la Bulgaria, visto che Bisanzio si doveva difendere dai turchi.

## Origine del conflitto
Quando Teodoro Svetoslav diventò Imperatore di Bulgaria, cercò la vendetta per gli attacchi che la Bulgaria aveva dovuto subire da parte dei tartari in vent'anni consecutivi. I tartari furono puniti in primo luogo, compreso il patriarca Gioacchino III, che era colpevole provato, che aveva aiutato i tartari a compiere le loro razzie. Allora i bulgari potevano pensare a rispondere agli attacchi dell'Impero bizantino, che ispirato dalle invasioni dei tartari e riuscirono a conquistare molte fortezze in Tracia dei bulgari. Nel 1303 l'esercito bulgaro si addentrò in Tracia. L'anno dopo l'esercito bizantino si avvicinò a quello bulgaro nei pressi del fiume Skafida.

## La battaglia
I bizantini all'inizio della battaglia si trovavano in vantaggio, e riuscito a spingere i bulgari verso il fiume. Così iniziò un inseguimento dei soldati bulgari in ritirata che si ammucchiarono su un ponticello che però era stato sabotato dai bulgari, e il risultato che questo crollò. Il fiume era molto profondo e i bizantini furono presi dal panico, e questo aiutò i bulgari a strappare la vittoria.

## Conseguenze
Dopo la vittoria i bulgari i prigionieri bizantini furono liberati e soltanto i nobili furono tenuti per il riscatto. L'esercito bulgaro continuò la relativa campagna vittoriosa e i bizantini non poterono più arrestare l'invasione, anche se l'Imperatore bizantino con il suo tesoro personale reclutò un nuovo esercito. Nel 1307 fu firmato un trattato di pace, che durò fino alla morte di Teodoro Svetoslav, nel 1321.